# RS-82
L'RS-82 (in alfabeto cirillico PC-82 da реактивный снаряд) era un razzo non guidato a propellente solido ad uso aereo, sviluppato in Unione Sovietica dai tardi anni venti. La sigla utilizzata era relativa al diametro dell'ordigno, 82 mm.
Ampiamente utilizzati come armamento degli aerei da caccia ed attacco al suolo utilizzati dalla Voenno-vozdušnye sily (V-VS), l'aeronautica militare sovietica, durante la Seconda guerra mondiale, furono capostipiti di numerosi sviluppi rimasti in servizio fino all'avvento dei più sofisticati missili aria-aria ed aria-superficie.
Venne utilizzato anche nei sistemi lanciarazzi Katjuša montati sui semovente BM-24-8 (BM-8) e BM-13.

## Impiego Operativo
L'arma venne ampiamente utilizzata durante la seconda guerra mondiale sui velivoli in forza alla V-VS a partire dal 1942, quando i quantitativi prodotti e la migliore preparazione dei piloti al loro utilizzo ne resero l'utilizzo di marcata importanza. 
Il corpo bomba veniva spinto dalla combustione del propellente a una velocità di 340 m al secondo, sufficienti a sostenere una traiettoria piatta per 1500 m, dopo i quali perdeva precisione, specie nella lotta contro gli "Schnellbomber" tedeschi. Per l'utilizzo come antibombardiere le testate erano solitamente del tipo HE, con 3,2 Kg di esplosivo pieno, con spoletta a impatto. Le testate dei razzi destinati invece ai bombardieri Ilyushin Il-2 e agli aerei d'attacco Il-10 erano perlopiù del tipo shrapnel o HEAT, mirati quindi al distruggere obbiettivi al suolo. Questi ordigni avevano la capacità di distruggere persino i carri armati Panzer VI Tiger I e Panther con un solo colpo a segno, risultando quindi fondamentali nello svolgimento della Battaglia di Kursk, e lanciati contro le truppe in movimento risultarono possedere anche un elevato potenziale psicologico sugli uomini, paragonabile a quello delle "Trombe di Gerico" montate sugli Stuka tedeschi. 
L'attacco al suolo era eseguito solitamente a "quota zero", con una rapida azione degli apparecchi a pochi metri dal suolo che univano al lancio dei razzi anche un proprio fuoco di copertura eseguito con le armi di bordo, per impedire eventuali iniziative delle antiaeree sul campo. In questo modo colpire il bersaglio era più sicuro, ma implicava l'esporsi a un violento controfuoco da parte del nemico, che, se era per aerei pesantemente corazzati come gli Ilyushin un fattore marginale, per altri caccia sovietici con rivestimento in compensato non lo era affatto, e quindi preferivano attaccare il bersaglio con picchiate leggere di 75° o meno, a seconda dell'aereo.

## Principali velivoli utilizzatori
Unione Sovietica
- Ilyushin Il-2 Šturmovik
- Ilyushin Il-10
- Lavochkin LaGG-1
- Lavochkin LaGG-3
- Lavochkin La-5FN
- Lavochkin La-7
- Sukhoi Su-2
- Ilyushin Il-4I
- Petlyakov Pe-2
- Tupolev Tu-2

## Utilizzatori
Unione Sovietica
- Voenno-vozdušnye sily